# Gare de Paulhaguet
La gare de Paulhaguet est une gare ferroviaire française de la ligne de Saint-Germain-des-Fossés à Nîmes-Courbessac, située au lieu-dit « gare de Paulhaguet » sur le territoire de la commune de Salzuit, à proximité de celle de Paulhaguet, dans le département de la Haute-Loire en région Auvergne-Rhône-Alpes.
C'est une halte ferroviaire de la Société nationale des chemins de fer français (SNCF), desservie par des trains TER Auvergne-Rhône-Alpes et au service Fret SNCF.

## Situation ferroviaire
Établie à 521 m d'altitude, la gare de Paulhaguet est située au point kilométrique (PK) 507,009 de la ligne de Saint-Germain-des-Fossés à Nîmes-Courbessac, entre les gares ouvertes de Brioude et de Saint-Georges-d'Aurac. 

## Service des voyageurs

### Accueil
Halte SNCF, c'est un point d'arrêt non géré (PANG), à entrée libre. 

### Desserte
Paulhaguet est desservie par des trains TER Auvergne-Rhône-Alpes qui effectuent des missions entre les gares : de Clermont-Ferrand et du Puy-en-Velay.

### Intermodalité
Un parking pour les véhicules est aménagé.

## Service des marchandises
La gare de Paulhaguet a été fermée au service fret le 31 mars 2005.